# (8312) 1996 TJ12
1996 تي جاي 12 (ويعرف أيضًا باسم (8312) 1996 تي جاي 12 وفق تسمية الكوكب الصغير) (بالإنجليزية: 1996 TJ12)‏ هو كويكب ضمن حزام الكويكبات؛ وترتيبه 8312 من حيث الاكتشاف.
اكتُشف هذا الجُرم الفلكي بواسطة تاكيشي أوراتا ‏ في 15 أكتوبر 1996.

## وصلات خارجية
- (8312) 1996 TJ12 في قاعدة بيانات مختبر الدفع النفاث لأجرام النظام الشمسي الصغيرة

- الاكتشاف · مخطط المدار ·  العناصر المدارية · المعلمات المادية

- (8312) 1996 TJ12 على موقع ويكي سكاي: DSS2, SDSS, GALEX, IRAS, Hydrogen α, X-Ray, Astrophoto, Sky Map, Articles and images